# Conspiración Coudenhove-Kalergi

Bandera de la Unión Internacional Paneuropea, una organización liderada por Richard Coudenhove-Kalergi y fundada bajo los pilares del nacionalismo europeo, liberalismo y cristianismo, prohibida por los alemanes durante la Segunda Guerra Mundial. Las organizaciones euroescépticas radicales y neonazis lo utilizan como símbolo del poder judío y la destrucción de las diferentes culturas blancas en Europa.

La conspiración Coudenhove-Kalergi, más conocida como Plan Kalergi, es una teoría conspirativa que afirma que existe un plan para promover la mezcla entre personas blancas con grupos inmigrantes no blancos provenientes del tercer mundo para borrar a los blancos del planeta. El plan habría sido diseñado por Richard Coudenhove-Kalergi y posteriormente difundido en círculos sociales europeos aristocráticos.
La teoría de conspiración se asocia con grupos y partidos europeos y americanos, al principio el Plan tenía seguidores de los países de la Unión Europea y anglosajones, pero en siglo XXI se vio un incremento de los seguidores en países hispanohablantes. Al plan muchas veces se le pone como sinónimo de otras teorías conspirativas, como el marxismo cultural y el genocidio blanco.

## Orígenes
Según la revista Il Foglio, el neonazi austriaco Gerd Honsik comenzó a publicar obras que distorsionaban los escritos de Richard Coudenhove-Kalergi en la década de 1970. Las controvertidas interpretaciones de Honsik culminaron en su libro Kalergi Plan de 2005. El periódico de investigación Linkiesta describió el Plan Kalergi como un engaño que es comparable a la fabricación antisemita de Los protocolos de los sabios de Sion; en un esfuerzo por luchar contra la inmigración irregular en los Estados Unidos, el supremacismo blanco de origen estadounidense, se ha adherido a la teoría de conspiración del Gran reemplazo.

## Influencia
El grupo de interés Hope Not Hate lo ha descrito como una teoría de conspiración racista, que alega que Richard Coudenhove-Kalergi pretendía influir en las políticas europeas sobre inmigración para crear una «población sin identidad» que supuestamente sería gobernada por una élite judía. El Southern Poverty Law Center resalta que el mito del Plan Kalergi es «una manera claramente europea de empujar la narrativa del genocidio blanco en el continente, con nacionalistas blancos que citan fuera de contexto los escritos de Coudenhove-Kalergi para afirmar que las políticas de inmigración de la Unión Europea son tramas insidiosas que fueron incubadas hace décadas para destruir a la gente blanca».
En su novela de 2018 Middle England, el autor Jonathan Coe usa el Plan Kalergi para satirizar el concepto con su personaje del teórico de la conspiración Peter Stopes.
George Soros, así como en la mayoría de teorías de conspiraciones relacionadas con el sionismo, es acusado de estar detrás del Plan Kalergi.